# اولا بی ریسه
اولاً بی ریسه (انگلیسی: Ola By Rise؛ زادهٔ ۱۴ نوامبر ۱۹۶۰) بازیکن سابق و مربی فوتبال اهل نروژ است.
وی در تیم ملی فوتبال نروژ ۲۵ بازی انجام داده است و عضو این تیم در جام جهانی فوتبال ۱۹۹۴ بوده است.